# Phalanger au pelage rayé
Dactylopsila trivirgata
Pour les articles homonymes, voir Phalanger et Phalanger (homonymie).
Espèce
Statut de conservation UICN

 LC  : Préoccupation mineure
Répartition géographique
Le Phalanger au pelage rayé (Dactylopsila trivirgata, en anglais : Striped Possum) est un membre de la famille des Petauridae. C'est l'un des marsupiaux les moins bien connus.

## Description
Il pèse en moyenne 350 g et mesure 25 à 27 cm de long. Il ressemble à un écureuil avec des rayures horizontales alternativement claires et foncées mais une queue moins touffue. Il a un Y blanc sur la tête très caractéristique. Il a une odeur désagréable très forte.

## Distribution et habitat
Il vit dans les forêts humides de plaine et de montagne. On le rencontre rarement dans le nord du Queensland en Australie et plus fréquemment en Nouvelle-Guinée.

## Sous-espèces
Ce mammifère est représenté par quatre sous-espèces :
- Dactylopsila trivirgata trivirgata Gray, 1858 ;
- Dactylopsila trivirgata kataui Matschie, 1916 ;
- Dactylopsila trivirgata melampus Thomas, 1908 ;
- Dactylopsila trivirgata picata Thomas, 1908.

## Alimentation
Il utilise son quatrième doigt plus long que les autres pour ramasser les insectes et les chenilles sous l'écorce des arbres. Il se nourrit aussi de fleurs et de fruits

## Vie sociale
C'est un animal arboricole nocturne, très difficile à repérer, passant ses journées à dormir dans un nid dans le creux d'un tronc au sommet d'un arbre. Contrairement aux autres Opossums, il est relativement bruyant et on peut le repérer au bruit qu'il fait en mangeant ou en buvant ou aux déjections au pied de son nid.

## Reproduction
Elle a lieu de février à août. La portée est généralement de 2 petits.